# Лоэгайре, сын Ниалла
Лоэгайре, сын Ниалла (др.‑ирл. Lóegaire mac Néill; умер ок. 462) — сын Ниалла Девяти Заложников, верховный король Ирландии.
Матерью Лоэгайре считалась Ригнах (Rígnach), дочь Меда, сына Роса. В «завещании» Ниалла Девяти Заложников, которое приводится в одном из генеалогических текстов, говорится, что Ниалл завещал «воинственность и свирепый облик яростно-победоносному Лоэгайре»

## Лоэгайре и Патрик
Лоэгайре наиболее известен, как король, в царствование которого началась миссия святого Патрика. Друиды якобы предсказали Лоэгайре приход Патрика (в «пророчестве» описываются с точки зрения друидов тонзура, монашеский плащ Патрика, его посох и церковный алтарь):
| Ирландский текст: Ticfai taillcend tar muir meircend: a bratt toillcend a crand cromcend: a mias a n-airthiur a thige: friscerut a munter uli: Amen, Amen. | Русский текст: Придёт теслоглавый Через море буйноглавое, Плащ его дыроглавый, Древо его кривоглавое; Стол его на востоке дома его, И скажет братия вся его: Аминь, аминь |

Лоэгайре попытался помешать высадке Патрика на берег, но безуспешно. По словам агиографов, в то время существовал обычай, по которому во время праздника (скорее всего, Белтане — 1 мая) все жители обязаны были гасить огонь и не зажигать его, пока он не загорится в королевской резиденции — Таре. Праздник совпал с Пасхой, и Патрик зажёг Пасхальный огонь. При попытке Лоэгайре убить святого произошла буря и землетрясение, и войско короля разбежалось.
Жития Патрика говорят о нескольких попытках Лоэгайре подстроить убийство святого. По одной из легенд, Патрик защитился от убийц особой молитвой, известной, как «Крик оленя» (Fáed Fiada). По другой — Лоэгайре пообещал своему брату Нуаду, который находился у него в плену, что отпустит его, если он убьёт Патрика, но вместо Патрика погиб колесничий святого Одран. Источники расходятся в мнении по поводу того, действительно ли Лоэгайре крестился. Согласно житию святого Патрика Тирехана, Лоэгайре отказался креститься, заявив, что это запретил ему его отец, Ниалл. Автор другого жития, Муирху, утверждает, что Лоэгайре крестился только из-за страха, что Бог накажет его за неверие, но Патрик всё-таки проклял его и его потомков за то, что он так долго сопротивлялся крещению. Житие Патрика из «Пёстрой книги» (Lebar Brecc) утверждает, что он крестился, «но поверил только устами, а не чистым сердцем».

## Смерть
Смерть Лоэгайре связана с легендой о борома — дани, которую ещё при Туатале Техтмаре короли Тары наложили на лейнстерцев. Эта история рассказана в саге «Борома» и в сохранившемся в «Книге Бурой Коровы» рассказе «Приход Лоэгайре к вере и его гибель» (др.‑ирл. Comthoth Lóegairi co cretim & a aided). В 452 году Лоэгайре победил лейнстерцев, но в 458-м был разбит ими в битве при Ат Дара и взят в плен. Ему пришлось поклясться солнцем и луной, водой и воздухом, днём и ночью, морем и землёй, что он не будет продолжать воевать против Лейнстера. Но король нарушил клятву, его поручители — солнце и другие природные элементы — обратились против него (по нормам ирландского права, поручитель имел право применить силу, если тот, за кого он поручился, не исполнял обещание), и король умер.
По другой легенде, Лоэгайре предсказали, что он найдёт свою гибель между Эриу (Ирландией) и Альбой (Британией); поэтому король никогда не выходил в море. Но оказалось, что имеются в виду два холма на долине реки Лиффи, которые назывались Эриу и Альбой: там король и погиб. Иногда утверждается, что там его поглотила земля из-за проклятия святого Патрика. Интересной версией этого сюжета является сага «Призрачная колесница Кухулина», где Патрик вызывает из ада Кухулина, и тот убеждает его поверить Патрику, так как и сам он, и все другие уладские герои, кроме Конхобара, находятся в аду.
Лоэгайре якобы был похоронен в Таре стоя и в полном вооружении. Один из курганов в Таре, как считается, принадлежит ему.

## Семья и потомки
Лоэгайре был женат на Ангас, дочери Айлиля Тассаха, принцессе из династии Эоганахта. Считается, что она крестилась и была благочестивой христианкой. Среднеирландская повесть о «Михайловой овце» повествует о том, как Энда, сын Лоэгайре, съел кусок варёной баранины, когда Патрик постился. Патрик обращался к разным святым, но они не могли или не хотели воскресить мальчика. Его воскресил архангел Михаил и повелел ежегодно в Михайлов день забивать овцу в его имя и дарить мясо бедным. Энда воскрес, и Патрик благословил его, но отказался давать своё благословение его брату Лугайду. Потомками Энды считалось племя Уи Лоэгайре или Кенел Лоэгайре (Cenél Lóegairi).